# 孙健 (1925年)
孙健（1925年2月—2020年10月14日），山东潍坊人，中国马克思主义经济史学家，中国人民大学经济学院教授。

## 生平
1945年进入南开大学经济系学习，1948年转入华北大学一部学习。1949年中华人民共和国成立后在中国人民大学任教。1956年后担任政治经济学系国民经济史教研室主任。曾任中国近代经济史学会副会长。1990年离休。2020年10月14日在北京逝世。

## 学术研究
1986年10月下旬，他参加了在南斯拉夫察夫塔特举行的“社会主义和经济”国际圆桌会议，做了题为《中国的经济体制改革与社会主义经济的发展》的报告，重点介绍了中国经济改革的必要性、主要措施和成就。南斯拉夫五家电视台、广播电台对中国代表进行了专题采访和报道。
在1987年出版的《中国经济史论文集》中，他认为中国古代奴隶制不同于古希腊罗马古典奴隶制，是属于古代东方奴隶制类型。其基本特征为地主经济的租佃制、实物地租为主要剥削形式、租佃农民是主要生产者、土地可以自由买卖、不存在以封建土地所有制为基础的封建等级制度、封建城市是政治中心、以及中央集权专制制度等。在近代经济史方面，1989年出版《中国经济史：近代部分（1840-1949）》一书，被国家教委定为“高等学校文科教材”，1992年获高等学校优秀教材奖。

## 出版物
- . 北京: 中国人民大学出版社. 2016. ISBN 978-7-300-22976-8.
- . 北京: 中国人民大学出版社. 2016. ISBN 978-7-300-22977-5.
- . 北京: 中国人民大学出版社. 2016. ISBN 978-7-300-22978-2.
- . 北京: 中国人民大学出版社. 2016. ISBN 978-7-300-22979-9.
- . 北京: 中国人民大学出版社. 2016. ISBN 978-7-300-22980-5.
- . 北京: 中国人民大学出版社. 2016. ISBN 978-7-300-22981-2.
- . 北京: 人民出版社. 2010. ISBN 978-7-01-008979-9.
- . 北京: 中国人民大学出版社. 2000. ISBN 7-300-02953-1.
- . 北京: 中国人民大学出版社. 1987. ISBN 7-300-00159-9.